# Capoeiras
Capoeiras is een gemeente in de Braziliaanse deelstaat Pernambuco. De gemeente telt 19.936 inwoners (schatting 2009).
De gemeente grenst aan São Bento do Una, Garanhuns, Jucati, Caetés en Pesqueira.